# Álvaro Odriozola Arzallus
Álvaro Odriozola Arzallus (Sant Sebastià, 14 de desembre de 1995) és un futbolista professional basc que juga per la Reial Societat. Principalment fa de lateral dret, tot i que també pot jugar de migcampista per la banda.

## Carrera de club
Odriozola va ingressar al planter de la Reial Societat el 2006, a deu anys. L'1 de setembre de 2013 va debutar com a sènior amb l'equip B, jugant com a titular en una derrota per 0–3 a Segona Divisió B fora de casa contra la UD Las Palmas Atlético, i el mateix mes va jugar diversos partits a la Lliga Juvenil de la UEFA.
Odriozola fou definitivament promocionat a l'equip B la temporada 2014–15, i hi va marcar el seu primer gol el 6 de setembre de 2014, el darrer en una victòria a casa per 3–0 contra el Real Unión. El 25 de febrer de 2016, va renovar el seu contracte amb el Sanse fins al 2018.
El 16 de gener de 2017, i com que tant Carlos Martínez com Joseba Zaldúa estaven lesionats, Odriozola va debutar amb el primer equi, i a La Liga tot jugant com a titular en una victòria per 2–0 a fora contra el Màlaga CF. La temporada 2017–18 fou promocionat definitivament al primer equip.

### Reial Madrid
El 5 de juliol de 2018, el Reial Madrid CF va arribar a un acord amb la Reial Societat pel traspàs d'Odriozola. La quantitat del fitxatge es va fixar en 30 milions d'euros, més 5 milions en variables. Va debutar el 22 de setembre, jugant els 90 minuts en una victòria per 1–0 contra el RCD Espanyol.
Després de jugar només cinc partits amb el Madrid la temprada 2019–20, fou cedit al FC Bayern de Múnic per a la resta de la temporada.

## Internacional
Odriozola debutà amb la selecció espanyola el 6 d'octubre de 2017, en una victòria per 3–0 contra Albània en la fase de classificació pel Mundial de Rússia 2018. Va jugar el partit sencer, i va donar una assistència a Thiago Alcântara per marcar un gol, amb el qual Espanya es va assegurar el lideratge del grup de classificació.

## Palmarès
Reial Madrid CF
- 2 Campionats del Món de Clubs: 2018, 2022
- 1 Copa del Rei: 2022-23[19]

Bayern de Múnic
- 1 Lliga de Campions de la UEFA: 2019-20
- 1 Bundesliga: 2019-20
- 1 Copa alemanya: 2019-20